# Octavian Paler
Octavian Paler (n. 2 iulie 1926, Lisa, județul Făgăraș, actualmente în județul Brașov – d. 7 mai 2007, București) a fost un scriitor, jurnalist, editorialist și om politic român.

## Biografie
Fiul lui Alexandru și al Anei, Paler a urmat școala primară în satul natal, în anul 1937, după care a fost admis bursier la Colegiul Spiru Haret din București. În vara anului 1944, cu o săptămână înaintea încheierii cursurilor clasei  a VII-a de liceu, a avut o altercație cu George Șerban, directorul școlii, care era chiar unchiul său (fratele mamei), și a fost obligat să părăsească școala, mutându-se la Liceul Radu Negru din Făgăraș pentru a urma, în anul școlar 1944-1945, ultima clasă de liceu, clasa a VIII-a, secția literară. Aici s-a remarcat, mai ales la obiectele filosofie, latină, elină.
În anul 1945, la terminarea ultimei clase de liceu, o clasă cu 44 elevi, a fost declarat Promovat cu laudă. În același an, a susținut examenul de bacalaureat la Sibiu. În continuare, urmează cursurile Facultății de Litere și Filosofie și simultan și pe cele ale Facultății de Drept din București.
După absolvire, este recomandat de Tudor Vianu pentru a rămâne asistent la Catedra de estetică, dar declină propunerea și se angajează la Radiodifuziunea Română.
Între 1949 și 1961 a fost redactor de programe culturale la Radiodifuziunea Română. În 1964 a fost timp de trei luni corespondent Agerpres la Roma.
A încetat din viață pe 7 mai 2007, la vârsta de 80 de ani, în urma unui stop cardio-respirator. A fost înmormântat, cu onoruri militare, în Cimitirul Sfânta Vineri din București.

## Activitatea politică
Următoarele activități erau în cadrul statului comunist puternic politizate.
- 1965–1970: Vicepreședinte al Comitetului de Radiodifuziune și Televiziune
- 1976: Președinte al Consiliului Ziariștilor
- 1970–1983: Redactor-șef al cotidianului central România Liberă
- 1974–1979: Membru supleant al Comitetul Central al Partidului Comunist Român
- 1980–1985: Deputat de Vaslui în Marea Adunare Națională, Parlamentul monocameral al României comuniste

Este persecutat de Securitate din cauza viziunilor sale pro-occidentale și de critica la adresa PCR și a lui Nicolae Ceaușescu. I se stabilește domiciliul forțat și i se interzic diferite activitați în lumea artistică.

## Activitatea civică după 1989
După evenimentele din decembrie 1989, devine, pe rând, director onorific și editorialist al ziarului România liberă, apoi editorialist la Cotidianul și Ziua. Rămâne un jurnalist și comentator apreciat. Participă la talk-show-ri, pe teme de politică, de moralitate etc, la diferite posturi de televiziune. În ultimii ani de viață, devine un critic acerb al clasei politice românești.
A realizat un film de televiziune dedicat satului natal, Lisa.

## Activitatea literară
- Umbra cuvintelor, 1970
- Drumuri prin memorie I (Egipt, Grecia), 1972
- Drumuri prin memorie II (Italia), 1974
- Mitologii subiective, 1975, (ed. II, 1976)
- Apărarea lui Galilei, 1978, (versiune noua, 1997)
- Scrisori imaginare, 1979, (ed. II, 1992; ed. III, 1998)
- Caminante, 1980
- Viața pe un peron, 1981, (ed. II, 1991)
- Polemici cordiale, 1983
- Un om norocos, 1984 [9]
- Un muzeu în labirint. Istorie subiectiva a autoportretului, 1986, ed. Cartea Romaneasca
- Viața ca o coridă, 1987
- Don Quijote în est, 1993
- Rugați-vă să nu vă crească aripi, 1994
- Vremea întrebărilor, 1995
- Aventuri solitare, 1996
- Deșertul pentru totdeauna, 2001
- Autoportret într-o oglindă spartă, 2004
- Eul detestabil: o istorie subiectivă a autoportretului, (intitulat initial Un muzeu in labirint), 2005, editura Albatros
- Caminante. Jurnal și contrajurnal mexican, 2005, ediția a doua, adăugită, editura Albatros
- Calomnii mitologice, 2007, editura Historia[10]
- Convorbiri cu Octavian Paler (conlocutor fiind Daniel Cristea-Enache), 2007, editura Corint[11]
- Poeme, 2008, ed. Semne-Artemis
- Rugați-vă să nu vă crească aripi, 2010

Deseori i se atribuie un text de largă circulație în „samizdat”-ul internautic, și anume „Interviu cu Dumnezeu”. În repetate rânduri, Octavian Paler a negat paternitatea acestui text.
În 2008, editura Polirom a demarat seria de autor „Octavian Paler”.

## Traduceri
- Leben auf einem Bahnsteig. Versiunea germană de Ewalt Zweyer a romanului Viața pe un peron, Editura Kriterion, București, 1994
- Život na nástupišti. Versiunea cehă de Jindřich Vacek a romanului Viața pe un peron, Editura Mladá fronta, Praga, 2009
- Polémiques cordiales – traducerea franceză (traducător Alain Paruit), Editura Kriterion, București, 1991

## Premii și distincții
- Premiul Uniunii Scriitorilor din România (1972) pentru Drumuri prin memorie. Egipt. Grecia
- Premiul Uniunii Scriitorilor din România (1980) pentru Caminante
- Premiul Academiei Române pentru Apărarea lui Galilei, 1978
- Opera Omnia a Uniunii Scriitorilor din România, 2005
- Ordinul Muncii clasa a III-a (29 mai 1956) „pentru merite deosebite în activitatea artistică și pentru merite deosebite în domeniul dezvoltării radioului în țara noastră”[13]
- Ordinul „23 August” clasa a IV-a (30 aprilie 1966) „cu prilejul celei de-a 45-a aniversări de la înființarea Partidului Comunist din România, pentru merite deosebite în opera de construire a socialismului”[14]
- Ordinul „Steaua Republicii Socialiste România” clasa a IV-a (20 aprilie 1971) „pentru merite deosebite în opera de construire a socialismului, cu prilejul aniversării a 50 de ani de la constituirea Partidului Comunist Român”[15]
- Ordinul național „Steaua României”, în grad de cavaler, 2003

### In memoriam
- În memoria lui Octavian Paler, o stradă din Făgăraș a primit numele său: strada Octavian Paler.
- Școala din satul lui Octavian Paler, Lisa, îi poartă numele.
- Biblioteca municipală din Făgăraș îi poartă, și ea, numele.
- În localitatea natală, Lisa, a fost amplasat bustul lui Octavian Paler.